# The Last Trane
The Last Trane est un album jazz de John Coltrane sorti en 1966 sur le label Prestige Records.

## Titres
1. Lover (Lorenz Hart, Richard Rodgers) – 7:58
2. Slowtrane (Coltrane) – 7:19
3. By the Numbers (Coltrane) – 12:01
4. Come Rain or Come Shine (Harold Arlen, Johnny Mercer) – 8:43

## Musiciens
Titres 2 et 4
- John Coltrane — saxophone ténor
- Earl May — contrebasse
- Art Taylor — batterie

Titre 1
- John Coltrane — saxophone ténor
- Red Garland — piano
- Paul Chambers — contrebasse
- Donald Byrd — trompette
- Louis Hayes — batterie

Titre 3
- John Coltrane — saxophone ténor
- Red Garland — piano
- Paul Chambers — contrebasse
- Art Taylor — batterie